# مگس‌مرغ دارچینی
مگس‌مرغ دارچینی (نام علمی: Amazilia rutila) نام یک گونه از سرده آمازیلیا است.